# Митрополитска висша духовна семинария (Вроцлав)
Митрополитската висша духовна семинария (на полски: Metropolitalne Wyższe Seminarium Duchowne) е висше богословско училище във Вроцлав, Полша.
Тя е филиал на Папския богословски факултет във Вроцлав. Подготвя свещенослужители за Вроцлавската архиепархия на Римокатолическата църква в страната